# 瀬戸岡為一郎
瀬戸岡 為一郎（せどおか / せとおか ためいちろう、旧字体：瀨戶岡 爲一郞、1850年5月19日（嘉永3年4月8日）- 1934年（昭和9年）2月10日）は、日本の農業経営者、政治家。衆議院議員。

## 経歴
武蔵国多摩郡瀬戸岡村（のち神奈川県西多摩郡瀬戸岡村、東京府移管を経て、現:東京都あきる野市瀬戸岡）で名主・瀬戸岡為助の長男として生まれる。
1881年、自由党の結成に加わり、石坂昌孝、村野常右衛門、内山安兵衛、瀬沼伊兵衛らと自由民権運動を推進した。神奈川県会議員に選出され、1890年7月の第1回衆議院議員総選挙で神奈川県第三区から立憲自由党所属で出馬して当選。以後、第2回総選挙でも再選され、弥生倶楽部に所属して衆議院議員を連続二期務めた。
三多摩地方の東京府移管問題では西多摩郡内で賛否が分かれたため、瀬戸岡は判断を保留し、1893年の第4回帝国議会で三多摩移管の法案が採決された際に議会を欠席して問題となった。そのため第3回総選挙で自由党の公認から外され政界を引退した。 
その後、家業の農業、水車業（屋号「中車」）を経営した。